# 渡辺格 (漫画家)
渡辺格（わたなべ かく、1972年7月22日 - ）は、日本の漫画家。福島県出身。

## 人物
幼稚園児の頃から漫画家を目指しており、21歳の時にプロデビューを果たす。

## 作品リスト

### 漫画作品
- マジャイネーション～ダンのムーンランド大冒険記～（講談社『コミックボンボン』、2002年7月号 - 2003年9月号）全3巻
- 爆進!スイッチレイダー（講談社『コミックボンボン』、2004年4月号 - 2004年12月号）単行本未発売

### ゲーム
- マジャイネーション（2002年）キャラクターデザイン